# Fleetwood Mac
Fleetwood Mac je britansko-američki blues-rock sastav osnovan 1967. godine. 
Dva najuspješnija razdoblja sastava bila su konac 1960-ih (vrijeme drugog vala 
britanskog bluesa), s gitaristom Peterom Greenom, i 
period 1975. – 1987. kad su se prebacili na pop rock, s Christine McVie, 
Lindseyem Buckinghamom i Stevie Nicks i ostvarili najveće uspjehe u
Americi. 

## Povijest sastava

### Osnivanje i razdoblje s Peterom Greenom
Sastav su osnovali 1967. godine otpadnici iz Mayallovog blues 
sastava Bluesbreakers; bubnjar Mick Fleetwood i solo gitarist i pjevač Peter Green kojima se pridružio ritam gitarist Jeremy Spencer i basist Bob Brunning. Za ime novog sastava izabrali su Fleetwood Mac, što je bila kombinacija prezimena bubnjara Micka Fleetwooda i basista Johna McVia iz Bluesbreakersa, kojega su na taj način htjeli pridobiti da im se pridruži (no on je ostao uz Mayalla još par mjeseci). Prvi nastup imali su na 
Windsor Jazz and Blues Festival-u 13. kolovoza 1967. Ubrzo nakon toga sastavu se pridružio John McVie. 
Sastav je stekao popularnost 1968. kad je Peter Green napisao njihov prvi veliki hit  "Black Magic Woman" (to je bio kasnije veliki hit u izvedbi Carlosa Santane), nakon toga kao na traci slijedili su hitovi; "Need Your Love So Bad", "Albatross" (#1 britanske top liste), "Man of the World", "Oh Well" i "The Green Manalishi".

### Nastavak rada bez Petera Greena
Peter Green napušta sastav 1969., i time je počela era čestih kadrovskih izmjena. U sastav dolaze novi članovi: Danny Kirwan, Bob Welch, Bob Weston i pjevačica Christine McVie. Sastav mijenja i stil i okreće se više prema popu. Snima brojne albume; Future Games (1971.), Bare Trees (1972.), Penguin (1973.), Mystery to Me (1973.) i Heroes Are Hard to Find (1974.), ali nisu uspjeli postići veći komercijalni uspjeh.

### Period rada s Lindseyjem Buckinghamom i Stevie Nicks
Prekretnica je došla 1975. kad je sastav ostao ponovno bez solo gitarista. Vođa 
sastava Mick Fleetwood upitao je mladog američkog glazbenika Lindseyja Buckinghama da im se pridruži. On je u to vrijeme svirao u duetu sa svojom partnericom Stevie Nicks (snimili su i album Buckingham Nicks koji nije doživio uspjeh).
Lindsey Buckingham je postavio uvjet da u sastav uđe i njegova partnerica Stevie Nicks. 
Mick Fleetwood je pristao i tako se oformila nova američko - britanska postava 
sastava Fleetwood Mac iz 1975. Snimili su album Fleetwood Mac koji je požnjeo 
veliki uspjeh (hitovi "Rhiannon" i "Landslide"), a na albumu su se našle i pjesme s 
albuma Buckingham Nicks.
Nova faza sastava bila je ono što se naziva "mainstream rock", rock na pola puta do 
popa.

### Od albumaRumoursdo albumaTango in the Night
Sljedeći veliki uspjeh sastava bio je album Rumours iz 1977. (drugi najprodavaniji rock album svih vremena), na kome su se našli veliki američki hitovi: "Dreams", "Go your own way", "The Chain" i "Don't stop". U to vrijeme sastav je izdao i albume; Tusk 1979., Mirage 1982. i Tango in the Night 1987. (s velikim hitovima "Big Love" i "Little Lies")

### 90-te
Lindsey Buckingham je napustio sastav 1987. (ali je i dalje surađivao 
kao gost na na dva sljedeća albuma).
U ovom razdoblju kroz sastav je prošlo mnogo glazbenika, među njima gitaristi i 
pjevači Billy Burnette, Rick Vito, Dave Mason i pjevačica Bekka Bramlett.
Fleetwood Mac su u postavi s Rick Vitom i Billy Burnettom snimili albume: Behind 
the Mask (1990.) i Time (1995.).
Lindsey Buckingham se vratio u sastav 1997. godine, a s njim je sastav snimio 
uspjeli live album The Dance. 1998. godine, sastav je definitivno napustila 
Christine McVie, jedna od glavnih članica od 1970. godine.
Od tada Fleetwood Mac djeluju u sastavu: Mick Fleetwood, John McVie, Lindsey 
Buckingham i Stevie Nicks. 
2003. godine izdali su svoj posljednji album - Say You Will.

## Diskografija

### Singl ploče
| Godina | Naslov                       | UK | SAD      |
| ------ | ---------------------------- | -- | -------- |
| 1967.  | I Believe My Time Ain't Long | -  | -        |
| 1968.  | Black Magic Woman            | 37 | -        |
| 1968.  | Need Your Love So Bad        | 31 | -        |
| 1969.  | Albatross                    | 1  | -        |
| 1969.  | Man Of The World             | 2  | -        |
| 1969.  | Rattlesnake Shake            | -  | -        |
| 1969.  | Oh Well                      | 2  | 55       |
| 1970.  | The Green Manalishi          | 10 | -        |
| 1970   | Jewel Eyed Judy              | -  | -        |
| 1975.  | Over My Head                 | -  | 20       |
| 1976.  | Rhiannon                     | 46 | 11       |
| 1976.  | Say You Love Me              | 40 | 11       |
| 1977   | Go Your Own Way              | 38 | 10       |
| 1977.  | Dreams                       | 24 | 1        |
| 1977   | Don't Stop                   | 32 | 3        |
| 1977.  | You Make Loving Fun          | 45 | 9        |
| 1978.  | Rhiannon                     | -  | -        |
| 1979.  | Tusk                         | 6  | 8        |
| 1979   | Sara                         | 37 | 7        |
| 1980.  | It's Not That Funny          |    | -        |
| 1980.  | Think About Me               | -  | -        |
| 1980.  | Sisters Of The Moon          | -  | 86       |
| 1981   | Fireflies                    | -  | 60       |
| 1981.  | Farmer's Daughter            | -  | -        |
| 1982   | Hold Me                      | -  | 4        |
| 1982.  | Gypsy                        | 46 | 12       |
| 1982   | Love In Store                | -  | 22       |
| 1982.  | Oh Diane                     | 9  | -        |
| 1982   | Can't Go Back                | 83 | -        |
| 1987.  | Big Love                     | 9  | 5        |
| 1987   | Seven Wonders                | 56 | 19       |
| 1987.  | Little Lies                  | 5  | 4        |
| 1988   | Everywhere                   | 4  | 14       |
| 1988.  | Family Man                   | 54 | 90       |
| 1988   | Isn't It Midnight            | 60 | -        |
| 1988.  | As Long As You Follow        | 66 | 43       |
| 1989   | Hold Me                      | 94 | -        |
| 1990.  | Save Me                      | 53 | 33       |
| 1990   | Skies The Limit              | -  | -        |
| 1990.  | In The Back Of My Mind       | 58 | -        |
| 1992.  | Love Shines                  | -  | -        |
| 1992.  | Don't Stop                   |    | -        |
| 1992.  | Paper Doll                   | -  |          |
| 1995.  | I Do                         |    |          |
| 1997.  | Temporary One (live)         | -  | -        |
| 1997.  | Silver Springs (live)        | -  | 41       |
| 1998.  | Landslide (live)             | -  | 51       |
| 2003.  | Peacekeeper                  | -  | 80       |
| 2003.  | Say You Will (Single Remix)  | -  | Promo-CD |

### Studijski albumi
- 1968. - Fleetwood Mac
- 1968. - Mr. Wonderful
- 1968. - English Rose
- 1969. - Then Play On
- 1970. - Kiln House
- 1971. - Future Games
- 1972. - Bare Trees
- 1973. - Penguin
- 1973. - Mystery to Me
- 1974. - Heroes Are Hard to Find
- 1975. - Fleetwood Mac
- 1977. - Rumours
- 1990. - Behind the Mask
- 2003. - Say You Will

### Live albumi
- 1980. - Live
- 1985. - Live in Boston
- 1992. - Live at the Marquee 1967
- 1995. - Live at the BBC
- 1997. - The Dance
- 1998. - London Live '68
- 1999. - Shrine '69
- 2004. - Fleetwood Mac: Live in Boston
- 2016. - In Concert

### Video
- 1981. - ‘’Documentary and Live Concert’’
- 1983. - In Concert - Mirage Tour
- 1988. - Tango in the Night
- 1994. - The Early Years 1967–1970’’
- 1997. - The Dance
- 1997. - Classic Album: Rumours
- 2004. - Live in Boston
- 2004. - Destiny Rules
- 2009. - Don’t Stop
- 2013. - Rumours: 35th Anniversary Edition Disc 3: The Rosebud Film
- 2017. - Tango in the Night: Deluxe Edition Disc 4: Promotional Videos

## Vanjske poveznice
- Službene stranice sastava Fleetwood Mac  Arhivirana inačica izvorne stranice od 18. veljače 2011. (Wayback Machine)
- www.fleetwoodmac.net